# Viracochiella sergienkoae
Viracochiella sergienkoae är en kvalsterart som först beskrevs av Paulitchenko 1991.  Viracochiella sergienkoae ingår i släktet Viracochiella och familjen Ceratozetidae. Inga underarter finns listade i Catalogue of Life.